# Estimulante

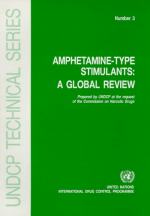
Trabajo de las Naciones Unidas sobre estimulantes anfetamínicos (portada).

Un  estimulante (del verbo latino stimulāre) o psicoestimulante o psicotónico es una  sustancia psicoactiva y droga que aumenta los niveles de actividad motriz y cognitiva, refuerza la vigilia, el estado de alerta y la atención.
Inicialmente, el hombre descubrió los estimulantes en la naturaleza, pues se encontraban (al igual que ahora) profusamente distribuidos en distintas especies vegetales. Desde entonces, estos han coexistido con nuestro género, forjando hábitos y creencias profundamente arraigados en todas las culturas.
A partir del siglo XIX, se sumaron a esta clase farmacológica las moléculas aisladas del sustrato vegetal (fundamentalmente alcaloides) y, más tarde, aquellas que surgieron como producto exclusivo de reacciones químicas ensayadas por el hombre, es decir, las variantes sintéticas.

## Mecanismo de acción
Todos los compuestos de este tipo actúan a través de receptores de neurotransmisores como noradrenalina (NA) y dopamina (DA). Ambas catecolaminas se vinculan funcionalmente con efectos promotores de la alerta, la vigilia, la atención. Las anfetaminas, por ejemplo, logran aumentar los niveles extracelulares de dopamina en la corteza prefrontal del cerebro, lo que explica buena parte de sus efectos favorables sobre la concentración. La cafeína por su parte bloquea los receptores de adenosina, encargados de procesos de neuromodulacion inhibitoria.
Los estimulantes potentes como las anfetaminas se emparentan en términos estructurales por tener en común el grupo funcional amina, y en términos funcionales, por su acción simpaticomimética (predominantemente central). Todos ellos incrementan los niveles de dopamina en el eje mesolímbico-cortical (comúnmente identificado como vía neuronal de la recompensa o gratificación). En concreto, estas sustancias excitan una estructura ubicada en los ganglios basales, el núcleo accumbens, también conocido como centro de la recompensa.

## Las variantes vegetales
Diversas plantas tienen el potencial de desencadenar efectos estimulantes en los humanos, los cuales están mediados por los principios activos presentes en su composición. Una vez ingeridas, ingresan al organismo, liberando en el sistema las moléculas (generalmente alcaloides) con potencial psicoactivo. Estas, a diferencia del alimento, no son inmediatamente digeridas, sino que previamente logran inducir cambios apreciables (temporarios) en el estado de equilibrio de determinadas funciones orgánicas; más tarde, son metabolizadas y excretadas. De esta manera, puede operarse el efecto fisiológico específico.

### Consumo masivo
Los estimulantes vegetales más conocidos son el café, el té, la yerba mate, el cacao, el guaraná,  el tabaco, el betel, la efedra, el cat, la cola y la coca. Salvo el cat, el tabaco y la coca, las demás tienen como principio activo alguna metilxantina (cafeína, teofilina, teobromina), variando la concentración según los casos.
El mate (infusión típica de Argentina, Paraguay, Uruguay y Chile) contiene cafeína, aunque en una concentración algo menor que la del café. El guaraná proviene de una trepadora amazónica (Paullinia cupana), cuyas semillas poseen la mayor concentración de cafeína que se haya reportado en especies vegetales (unas 4 veces la del café). La nuez de cola tiene una potencia equivalente a la del café. Lo mismo cabe para el betel, semilla de un tipo de palmera cuyo uso está muy difundido en India, Indonesia, y Birmania. El cacao, por su parte, contiene tanto cafeína como teobromina y fue empleado como estimulante por los aztecas; sin embargo, los chocolates actuales conservan estas propiedades en menor grado.

### Consumo ilícito
El cat es la planta con mayor poder estimulante conocido; sus alcaloides (la catina y la catinona) poseen afinidades con la anfetamina. Por su parte, la planta de coca es un estimulante menos activo que el cat. Aunque tiene como principio activo a la cocaína, la concentración de esta droga es modesta, y su biodisponibilidad en el organismo humano es relativamente baja cuando es administrado el sustrato vegetal. No obstante, tratándose del medio exclusivo para conseguir la cotizada cocaína, el cultivo de la coca, así como las iniciativas para erradicarla, son uno de los asuntos sin resolver más importantes en el gobierno estadounidense y colombiano actual.

## Las variantes sintéticas
Estas moléculas, fueron aisladas de plantas en que están presentes como principios activos o producidas por la industria farmacéutica; finalmente, en algunos casos, fueron diseñadas químicamente en laboratorios clandestinos dedicados al tráfico ilícito de sustancias.
Los estimulantes más potentes del SNC son la estricnina, la picrotoxina, y el pentilenotetrazol (Metrazol). Con anterioridad, las propiedades estimulantes de las últimas dos fueron deliberadamente utilizadas por psiquiatras para hacer a las personas retraídas más receptivas a la psicoterapia; en la actualidad, los antidepresivos son usados para este propósito. Aquellos antiguos estimulantes de alta potencia han sido también usados para combatir la intoxicación por drogas depresoras, tales como los barbitúricos. Hoy en día, raramente se usan con este propósito dado por los pocos beneficios obtenidos con respecto a los grandes riesgos, entre estos, su acción proconvulsivante.

### Circuito legal y desvío
Por lo general, los estimulantes sintéticos se usan con fines terapéuticos bien definidos; pero a veces son desviados de su circuito, y utilizados con otros fines, incluyendo los recreativos, el  dopaje deportivo, etc. Otros, como la cocaína, tienen usos terapéuticos muy limitados unidos a un alto potencial de abuso, por lo que se los excluyó de las farmacopeas o bien se los marginó.
En el caso de las anfetaminas y sus análogos, este fenómeno de marginación se ha revertido a partir de los 90'. Su circulación farmacéutica se ha expandido vigorosamente, una vez establecidas su seguridad y eficacia en el marco de un uso legítimo, concretamente el tratamiento del TDAH. Los casos más representativos son el Adderall y Adderall XR, y el Ritalin.

### Fenómeno en expansión
De acuerdo con datos publicados por NDCHealth, el Adderall XR está en la lista de los doscientos medicamentos más vendidos en Estados Unidos. Concretamente, ocupa el puesto 69, con una facturación de 730 millones de dólares durante el último año. Lo sigue inmediatamente después otro estimulante, el Concerta (metilfenidato de liberación controlada) con ventas por 720 mill. El Provigil (modafinilo) facturó unos 420 mill., apenas por debajo de otra droga que se consideraría, intuitivamente, mucho más popular que los estimulantes, la fluoxetina (antidepresivo popularizado con la marca Prozac en los años 1990, hoy disponible como genérico), con ventas por 450 mill.
Tanto la Ritalina y el Adderall, han demostrado ser de ayuda para personas con TDAH. En estos casos, estas aminas actúan con "efecto paradójico", dado que el TDAH se asocia comúnmente con hiperactividad y sería esperable que los estimulantes exacerben esos síntomas. Sin embargo, sucede lo contrario, y esto se puede explicar por el hecho de que la estimulación del sistema nervioso simpático también tiene como otro de sus efectos un incremento en la habilidad para concentrarse en tareas mentales. Pero esto es válido en el marco de esquemas terapéuticos. Los casos de uso ilegítimo o abuso a largo plazo se asocian, por el contrario, con un deterioro en las funciones mentales, conduciendo en algunos casos incluso a síntomas psicóticos.
Terapéuticamente, los estimulantes han demostrado tener propiedades para promover el despertar, el estado de alerta (arousal), la atención y la cognición. También son usados y a veces abusados para aumentar la resistencia a la fatiga y mejorar la productividad o el rendimiento deportivo (dopaje) o bien para suprimir el apetito y facilitar la reducción de peso (como anorexígenos).

## Psicoestimulantes en perspectiva
En lo que respecta a estimulantes poco potentes, ejemplos de estos son metilxantinas (cafeína, teofilina, teobromina), nicotina, pipradol (Meratran), deanol o DMAE (dimetilaminoetanol, un agente colinérgico antiguamente conocido por la marca comercial Deaner), efedrina, pseudoefedrina, bupropion y mazindol. También podría incluirse en esa categoría al adrafinil, un fármaco de origen francés usado en varios países de Europa como agente antidepresivo y psicotónico, que tiene como principal metabolito activo al modafinilo, siendo este último al que se atribuyen los efectos estimulantes del adrafinil.
Estimulantes de potencia moderada son las drogas modafinilo, armodafinilo (isómero óptico dextrógiro del anterior, actualmente en fase III de ensayos clínicos), fentermina, dietilpropión (anfepramona), fenproporex, pemolina y su análogo fenozolona.
Finalmente, estimulantes potentes del SNC son sustancias generalmente del grupo de las anfetaminas: anfetamina, dextroanfetamina, metanfetamina, lisdexanfetamina, metilfenidato, dexmetilfenidato, MDMA; y, por fuera de ese grupo farmacológico, drogas ilegales y altamente peligrosas, como la cocaína.

### Cuestión aparte: los antidepresivos
Inicialmente, cuando los antidepresivos apenas comenzaban a conocerse, se estableció la categoría farmacoterapéutica de los llamados agentes analépticos, y se fijó una distinción entre estimulantes de acción generalizada y estimulantes psíquicos. Los primeros eran los que hoy conocemos propiamente como estimulantes. A los fármacos antidepresivos correspondía originalmente la clase de los denominados estimulantes psíquicos.
Sin embargo, tal denominación ha entrado en desuso. Los antidepresivos son drogas analépticas como las estrictamente estimulantes, pero no se los considera, en general, sustancias estimulantes, ya que no actúan miméticamente sobre el sistema nervioso simpático, no aumentan la actividad motriz, y no suelen tener efecto inmediato sobre el humor. En todo caso, se usa la expresión antidepresivos activantes para referirse a los que tienen efectos claramente energizantes, como es el caso de la fluoxetina. Con respecto a esta última, evidencia reciente señala que la fluoxetina aumenta los niveles de dopamina y noradrenalina a nivel de la corteza prefrontal. Más aún, se evaluó este compuesto en forma comparada con otros antidepresivos de la misma familia, encontrándose que es el único con estas propiedades entre los SSRIs. Este hecho esclarecería parte de los rasgos distintivos de la fluoxetina, como sus efectos activantes sobre la conducta y la cognición, y su relativa eficacia en el tratamiento del ADHD. A pesar de que algunos autores la hayan incluido entre los estimulantes (por ejemplo, Antonio Escohotado se refiere a ella como un estimulante de acción muy lenta), es un hecho generalizadamente aceptado que esta sustancia no pertenece a esta clase farmacoterapéutica.

### Los casos-límite
El caso del adrafinil es ilustrativo de esta dificultad para delimitar claramente la clase de los antidepresivos y la de los estimulantes. En particular, el adrafinil es simultáneamente un antidepresivo y un psicoestimulante. Lo último se debe a que es una pro-droga, cuyo principal metabolito activo es el estimulante modafinilo.
Algo similar cabe para la sibutramina, un agente anorexígeno al que originalmente se atribuyó un mecanismo de acción de tipo antidepresivo, pero que más recientemente se ha aceptado como fármaco de acción estimulante. En este caso, se trata nuevamente de un agente en que coexisten acciones farmacoterapéuticas de tipo antidepresivo y de tipo estimulante.
Otras excepciones menos discutidas, son el bupropión, la amineptina, la tranilcipromina, y la selegilina (fármaco antiparkinsoniano, en vísperas de completar ensayos clínicos en Estados Unidos como tratamiento para la depresión, en la forma de parche transdérmico). Estos frecuentemente se incluyen entre los agentes estimulantes.